# دستور زبان هلندی
این صفحه یک نمای کلی از دستور زبان هلندی را ارائه می‌کند.

## ترتیب واژه‌ها
از لحاظ ساختاری زبان هلندی زبان یک زبان دارای ترتیب واژه V2 است. یعنی اینکه در عبارت اصلی جمله فعل صرف شده در مکان دوم قرار می‌گیرد. ترتیب کلمات در عبارت‌های اصلی جمله به صورت "نهاد-فعل-مفعول" و در عبارت‌های وابسته جمله به صورت "نهاد-مفعول-فعل" است. تحقیقات یک فرض عمومی را نشان می‌دهد که زبان هلندی متضمن ترتیب واژگان "نهاد-مفعول-فعل" است.  .
| Jan                                             | zei | dat | hij | zijn   | moeder | wilde    | gaan      | helpen       |
| یان                                             | گفت | که  | او  | مال او | مادر   | میخواسته | برود.مصدر | کمک کند.مصدر |
| `یان گفت که او میخواسته برود به مادرش کمک کند.´ |     |     |     |        |        |          |           |              |
در جملات پرسشی از وارونگی فاعل و فعل استفاده می‌شود.
| Jij                | ging | naar               | de    | winkel |
| تو                 | رفتی | آن(حرف تعریف معین) | مغازه |        |
| `تو به مغازه رفتی´ |      |                    |       |        |
| Ging                    | jij | naar   | de                 | winkel? |
| رفتی                    | تو  | به سمت | آن(حرف تعریف معین) | مغازه   |
| `آیا به آن مغازه رفتی؟´ |     |        |                    |         |
همچنین حالت وارونگی زمانی اتفاق می افتد که اولین عبارت در جمله فاعل آن جمله نباشد.
حال چند قانون درباره ی اینکه در یک جمله ی هلندی کلمات را در کجا قرار دهیم بیان می‌شود:
- صفت ها همیشه قبل از اسمی که به آن تعلق دارند می آیند.

rode appels - سیب‌های قرمز
- در عبارات فاعل یا اول می‌آید یا سوم و فعل کمکی دوم می‌آید. اگر فعل کمکی وجود نداشته باشد فعل اصلی دوم می‌آید. اگر یک پیشوند جداشدنی وجود داشته باشد به آخر جمله می‌رود. وهمین اتفاق هم برای فعل اصلی (اکر دارای یک پیشوند جداشدنی در ابتدای آن باشد) می افتد اگر یک فعل کمکی وجود داشته باشد.
- در سؤال‌های بلی/خیر، فعل معمولاً اول می‌آید و فاعل دوم. و اگر یک فعل کمکی یا پیشوند جداشدنی وجود داشته باشد، برای اینکه کدام قسمت در انتها قرار می‌گیرد از قانونی که در بالا گفته شد تبعیت میکند.
- در جملات دستوری فعل اول جمله می‌آید.
- پیراینده ی زمان معمولاً قبل از پیزاینده ی مکان می‌آید.

| Ik                         | ben  | dit | jaar | naar | Frankrijk | geweest |
| من                         | هستم | این | سال  | به   | فرانسه    | بوده ام |
| `من امسال به فرانسه رفتم.´ |      |     |      |      |           |         |
در مثال زیر، ترتیب واژگان "نهاد-مفعول-فعل" در "عبارت وابسته ی جمله" باعث شده‌است که عبارت‌های اسمی متعددی از فعلی که آن‌ها را معرفی می‌کند جدا شوند.
| Ik zie dat                                                                          | de ouders | de kinderen | Jan | het huis | hebben                                            | laten       | helpen   | schilderen.   |
| من می بینم که                                                                       | والدین    | بچه‌ها       | یان | خانه     | hebben،(این زمان، در دستور زبان فارسی وجود ندارد) | اجازه دادند | کمک کنند | رنگ کردن خانه |
| `من می بینم که والدین به بچه‌ها اجازه داده اند که به یان در رنگ کردن خانه کمک کنند.´ |           |             |     |          |                                                   |             |          |               |

## سیستم عددی
زبان هلندی از سیستم عددی ده-دهی استفاده میکند.
| 0 | nul   |    |           |    |          |
| 1 | een   | 11 | elf       | 10 | tien     |
| 2 | twee  | 12 | twaalf    | 20 | twintig  |
| 3 | drie  | 13 | dertien   | 30 | dertig   |
| 4 | vier  | 14 | veertien  | 40 | veertig  |
| 5 | vijf  | 15 | vijftien  | 50 | vijftig  |
| 6 | zes   | 16 | zestien   | 60 | zestig   |
| 7 | zeven | 17 | zeventien | 70 | zeventig |
| 8 | acht  | 18 | achttien  | 80 | tachtig  |
| 9 | negen | 19 | negentien | 90 | negentig |

## ساعت
در زبان هلندی ساعت ۳:۳۰ (نیم به چهار) half vier گفته می‌شود.